# Maria Prat

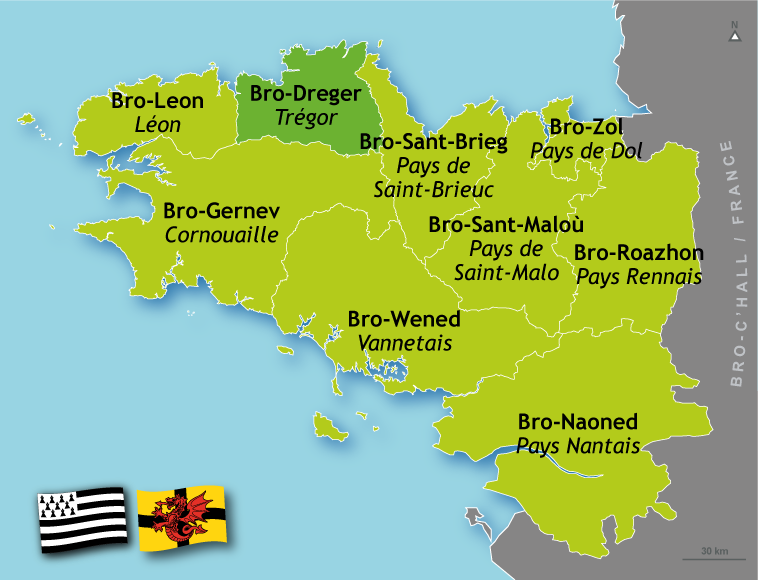
Le Trégor, en Bretagne.

Maria Prat, née à Buhulien le 14 août 1906 et morte à Lannion le 24 mai 2006, est une écrivaine de langue bretonne, devenue une figure populaire de Brélévenez et plus généralement du Trégor.

## Biographie
Elle est née à Buhulien le 14 août 1906, mais sa famille a déménagé à Brélévenez alors qu'elle avait un an,.
Poétesse et conteuse, cultivatrice par ailleurs, elle est surtout célèbre pour ses sketches et pièces de théâtre dont les premières furent publiées dans le journal Breiz dès les années 1920.
C'est en intégrant en 1959 la troupe des Beilladegou Treger (« Les veillées du Trégor ») que venait de créer Roger Laouénan qu'elle gagna réellement en notoriété,. Ses pièces, caractéristiques de l'humour et de la verve trégorroises, sont alors jouées partout dans la région.
En 1984, à 78 ans, Maria Prat met un terme à sa carrière théâtrale et reçoit la médaille d'honneur de la ville de Lannion. Elle meurt en 2006, quasi centenaire, à la maison de retraite de Sainte-Anne où elle résidait,.

## Œuvres théâtrales
L'intégralité de son œuvre théâtrale a été publiée en neuf volumes par la maison d'édition Ar skol Vrezoneg / Emgleo Breiz :
- Ar barner er prizon
- Pa 'h out majorez
- Ma devez kaerrañ
- Heritaj an tonton
- Grev ar venajerien
- An ostizez vouchet
- Gwele Kolaig
- An tonton Kanada, 2003
- Ma beaj Jersey, 2005

## Autres œuvres
- (br) Maria Prat, Eun toullad kontadennou, Skol Vrezoneg, 1988, 141 p. (ISBN 978-2-906373-02-0, lire en ligne) (recueil de contes)
- (br) Maria Prat, Ma Devez Kaerran Peziou C'Hoari 3, Le Cherche-midi, 1992, 105 p. (ISBN 978-2-906373-10-5)
- (br) Maria Prat, Barner Er Prizon, Brud Nevez, 2000, 116 p. (ISBN 978-2-906373-01-3, lire en ligne)